# Labdarúgás az 1966-os csendes-óceáni játékokon
Az 1966-os csendes-óceáni játékokon a férfi labdarúgótornát december 12. és 17.-e között rendezték. Ez volt a 2. csendes-óceáni játékok.  A játékokat Új-kaledónia rendezte meg, a nyertes pedig Tahiti lett, aminek az volt az 1. győzelme.

## Résztvevők
| Csapat           | Részvételi jog |
| ---------------- | -------------- |
| Wallis és Futuna | Automatikus    |
| Új-Kaledónia     | Automatikus    |
| Pápua Új-Guinea  | Automatikus    |
| Salamon-szigetek | Automatikus    |
| Tahiti           | Automatikus    |
| Új-Hebridák      | Automatikus    |

## Csoportkör

### A csoport
| Hely. | Csapat           | M | Gy | D | V | G+ | G– | Gk  | P |  | Francia Polinézia | Pápua Új-Guinea | Wallis és Futuna |
| ----- | ---------------- | - | -- | - | - | -- | -- | --- | - |  | ----------------- | --------------- | ---------------- |
| 1.    | Tahiti           | 2 | 2  | 0 | 0 | 9  | 3  | +6  | 6 |  | —                 | 4–3             | 5–0              |
| 2.    | Pápua Új-Guinea  | 1 | 1  | 0 | 0 | 12 | 5  | +7  | 3 |  | 3–4               | —               | 9–1              |
| 3.    | Wallis és Futuna | 2 | 0  | 0 | 2 | 1  | 14 | −13 | 0 |  | 0–5               | 1–9             | —                |

| 1966. december 12. |

| Pápua Új-Guinea | 3-4 | Tahiti |
| --------------- | --- | ------ |
|                 |     |        |

| Új-kaledónia |

| 1966. december 13. |

| Tahiti | 5-0 | Wallis és Futuna |
| ------ | --- | ---------------- |
|        |     |                  |

| Új-kaledónia |

| 1966. december 14. |

| Pápua Új-Guinea | 9-1 | Wallis és Futuna |
| --------------- | --- | ---------------- |
|                 |     |                  |

| Új-kaledónia |

### B csoport
| Hely. | Csapat           | M | Gy | D | V | G+ | G– | Gk  | P |  | Új-Kaledónia | Új-Hebridák | Salamon-szigetek |
| ----- | ---------------- | - | -- | - | - | -- | -- | --- | - |  | ------------ | ----------- | ---------------- |
| 1.    | Új-Kaledónia     | 2 | 2  | 0 | 0 | 13 | 0  | +13 | 6 |  | —            | 5–0         | 8–0              |
| 2.    | Új-Hebridák      | 2 | 0  | 1 | 1 | 4  | 9  | −5  | 1 |  | 0–5          | —           | 4–4              |
| 3.    | Salamon-szigetek | 2 | 0  | 1 | 1 | 4  | 12 | −8  | 1 |  | 0–8          | 4–4         | —                |

| 1966. december 12. |

| Új-Kaledónia | 8-0 | Salamon-szigetek |
| ------------ | --- | ---------------- |
|              |     |                  |

| Új-kaledónia |

| 1966. december 13. |

| Új-Kaledónia | 5-0 | Új-Hebridák |
| ------------ | --- | ----------- |
|              |     |             |

| Új-kaledónia |

| 1966. december 14. |

| Salamon-szigetek | 4-4 | Új-Hebridák |
| ---------------- | --- | ----------- |
|                  |     |             |

| Új-kaledónia |

## Egyenes kieséses szakasz
|  |                 |                 |           |               |   |              |              |       |
|  | Elődöntők       | Elődöntők       | Elődöntők |               |   | Döntő        | Döntő        | Döntő |
|  | Elődöntők       | Elődöntők       | Elődöntők |               |   | Döntő        | Döntő        | Döntő |
|  | december 15.    |                 |           |               |   |              |              |       |
|  |                 |                 |           |               |   |              |              |       |
|  | Új-Kaledónia    | Új-Kaledónia    | 4         |               |   |              |              |       |
|  | Új-Kaledónia    | Új-Kaledónia    | 4         | december 17.  |   |              |              |       |
|  | Pápua Új-Guinea | Pápua Új-Guinea | 0         |               |   |              |              |       |
|  | Pápua Új-Guinea | Pápua Új-Guinea | 0         |               |   | Új-Kaledónia | Új-Kaledónia | 0     |
|  | december 15.    |                 |           |               |   | Új-Kaledónia | Új-Kaledónia | 0     |
|  |                 |                 | Tahiti    | Tahiti        | 2 |              |              |       |
|  | Tahiti          | Tahiti          | Tahiti    | Tahiti        | 2 | 3            |              |       |
|  | Tahiti          | Tahiti          |           |               |   |              |              |       |
|  | Új-Hebridák     | Új-Hebridák     | 0         |               |   |              |              |       |
|  | Új-Hebridák     | Új-Hebridák     | 0         | Bronzmérkőzés |   |              |              |       |
|  |                 |                 |           |               |   |              |              |       |
|  | december 17.    |                 |           |               |   |              |              |       |
|  |                 |                 |           |               |   |              |              |       |
|  | Pápua Új-Guinea | Pápua Új-Guinea | 2         |               |   |              |              |       |
|  | Pápua Új-Guinea | Pápua Új-Guinea | 2         |               |   |              |              |       |
|  | Új-Hebridák     | Új-Hebridák     | 5         |               |   |              |              |       |
|  | Új-Hebridák     | Új-Hebridák     | 5         |               |   |              |              |       |

### Elődöntők
| 1966. december 15. |

| Új-Kaledónia | 4-0 | Pápua Új-Guinea |
| ------------ | --- | --------------- |
|              |     |                 |

| Új-kaledónia |

| 1966. december 15. |

| Tahiti | 3-0 | Új-Hebridák |
| ------ | --- | ----------- |
|        |     |             |

| Új-kaledónia |

### Bronzmérkőzés
| 1966. december 17. |

| Pápua Új-Guinea | 2-5 | Új-Hebridák |
| --------------- | --- | ----------- |
|                 |     |             |

| Új-kaledónia |

### Döntő
| 1966. december 17. |

| Új-Kaledónia | 0-2 | Tahiti |
| ------------ | --- | ------ |
|              |     |        |

| Új-kaledónia |

| Az 1966-os csendes-óceániai játékok győztese |
| -------------------------------------------- |
| · Tahiti · 1. cím                            |